# Király Botond
Király Botond (Pápa, 1994. október 26. –) magyar labdarúgó, posztját tekintve középpályás.

## Pályafutása

### Klubcsapatokban
Szülővárosában ismerkedett meg a labdarúgás alapjaival a Pápai ELC csapatánál. Idővel az akkor NB I-ben szereplő Lombard Pápa keretéhez is csatlakozhatott, majd 18 évesen, 2012. november 30-án a Paksi FC ellen bemutatkozhatott az élvonalban. Első gólját 2013. május 15-én az Egri FC ellen szerezte. A Lombard Pápa csapata 2015 nyarán csődbe ment, Király pedig az NB III-ban szereplő Rákosmente KSK-nál folytatta pályafutását. Pápai színekben 32 bajnokin egy gólt szerzett.
A 2015-2016-os idényben az Rákosmente KSK meghatározó játékosa lett, 30 bajnoki mérkőzésen 23 gólt szerzett, a szezon során négyszer ért el mesterhármast. Teljesítményéhez hozzájárulhatott, hogy volt edzőivel, Tóth Bálinttal és Véber Györggyel dolgozhatott együtt.
2016. július 15-én a Vasas SC szerződtette. A 2016–17-es szezonban tíz bajnokin kapott lehetőséget a bronzérmet szerző csapatban és két gólt szerzett. A következő szezon első felében sérülések miatt is csak kilenc percet tudott játszani, így 2018 januárjában az idény hátralevő részére a másodosztályú Csákvárhoz került kölcsönbe. A 2018–19-es szezon első felében négy bajnokin és három Magyar Kupa-mérkőzésen játszott a Vasasban. 2019 januárjában három évvel meghosszabbították szerződését. 2020 nyarán közös megegyezéssel szerződést bontott a Vasassal, majd a szintén másodosztályú ETO FC Győr csapatához írt alá. A 2020-2021-es szezon harmadik fordulójában súlyos Achilles-in-sérülést szenvedett, így műtét és több hónapos kihagyás várt rá.

### A válogatottban
Végigjárta a magyar utánpótlás válogatottakat, 2014. április 30-án két gólt lőtt a moldávoknak az U20-as válogatott színeiben.